# Ilaria Mauro
Ilaria Mauro (ur. 22 maja 1988 w Gemona del Friuli) – włoska piłkarka, grająca na pozycji napastnika.

## Kariera piłkarska

### Kariera klubowa
Wychowanek klubu Reanese oraz UPC Tavagnacco, w którym w 2006 rozpoczęła karierę piłkarską. Latem 2013 roku wyjechała do Niemiec, gdzie potem broniła barw klubów SC Sand i 1. FFC Turbine Potsdam. 19 lipca 2016 przeniosła się do Fiorentiny Women’s. Latem 2020 została zaproszona do Interu Mediolan.

### Kariera reprezentacyjna
10 marca 2008 debiutowała w narodowej reprezentacji Włoch w meczu przeciwko Chin. Wcześniej broniła barw juniorskiej reprezentacji.

## Sukcesy i odznaczenia

### Sukcesy piłkarskie
UPC Tavagnacco
- wicemistrz Włoch: 2010/11, 2012/2013
- brązowa medalistka mistrzostw Włoch: 2008/09, 2009/10, 2011/12
- zdobywca Pucharu Włoch: 2012/2013
- finalista Pucharu Włoch: 2010/2011
- finalista Superpucharu Włoch: 2011

SC Sand
- mistrz 2. Bundesliga Süd: 2013/14

Fiorentina Women’s
- mistrz Włoch: 2016/17
- brązowa medalistka mistrzostw Włoch: 2017/18
- zdobywca Pucharu Włoch: 2016/17, 2017/18
- zdobywca Superpucharu Włoch: 2017